# Sophrops keralensis
Sophrops keralensis är en skalbaggsart som beskrevs av Frey 1973. Sophrops keralensis ingår i släktet Sophrops och familjen Melolonthidae. Inga underarter finns listade i Catalogue of Life.